# Jacob Sykes
Jacob Sykes (nacido el 9 de agosto de 1999) es un jugador de fútbol americano estadounidense que juega como ala defensiva de los Seattle Seahawks de la National Football League (NFL). Jugó fútbol americano universitario en Harvard y UCLA y fue contratado por los Seahawks como agente libre no reclutado en 2023.

## Primeros años de vida
Sykes nació el 9 de agosto de 1999. Hijo de dos ingenieros, creció en Kansas City, Misuri, y era conocido por su «intelecto extraordinario», según Los Angeles Times. Tomó cursos universitarios mientras estaba en sexto grado y en séptimo grado ayudó en cursos de enseñanza en la Universidad Langston. También compitió en competencias estatales de matemáticas e historia cuando era joven, obteniendo un lugar en las primeras y ganando las segundas. Como estudiante de primer año en la escuela secundaria, Sykes obtuvo una puntuación de 34 en el examen ACT y se graduó con un GPA de 4,23.
Sykes también fue un atleta talentoso desde muy joven, practicando cuatro deportes en Rockhurst High School y siendo el primer estudiante de primer año en comenzar un partido de fútbol americano allí. Fue dos veces capitán de equipo en atletismo y fue capitán del equipo de fútbol en su último año. Sykes, miembro de la National Honor Society (NHS), fue jugador de fútbol del primer equipo estatal y fue nombrado su jugador más valioso para el año escolar 2017-18. También fue nombrado Atleta-Académico Masculino del Año de The Kansas City Star. 247Sports lo clasificó como un recluta de tres estrellas para jugar fútbol americano universitario y lo colocó como el decimocuarto mejor jugador del estado.

## Carrera universitaria
Sykes se comprometió a jugar fútbol americano universitario para Harvard Crimson y apareció en ocho juegos como un verdadero estudiante de primer año. Durante su segunda temporada, totalizó 36 tacleadas, 2,5 capturas y un gol de campo bloqueado mientras aparecía en los 10 juegos. Después de que la Ivy League cancelara la temporada 2020 debido a la pandemia de COVID-19, Sykes regresó en 2021 y se convirtió en una selección del primer equipo de todas las conferencias con 29 tacleadas y siete capturas líderes del equipo. Ingresó al portal de transferencias de la NCAA en 2022, luego de haberse graduado en Harvard con una licenciatura en matemáticas aplicadas. Sykes finalmente fue transferido para jugar con los UCLA Bruins y apareció en 13 juegos, seis como titular, en la temporada 2022, obteniendo los honores del tercer equipo All-Pac-12 de Pro Football Focus (PFF) después de registrar 29 tacleadas y una captura.

## Carrera profesional
Después de no ser seleccionado en el Draft de la NFL de 2023, Sykes fue contratado por los Seattle Seahawks como agente libre no reclutado. Fue liberado en mayo, pero regresó al equipo en junio.